# ردروث
longitudeردروثlatitudeردروث
ردروث (به انگلیسی: Redruth) یک شهرک در بریتانیا است که در انگلستان واقع شده‌است.

## خصوصیات
ردروث ۱۴٬۰۱۸ نفر جمعیت دارد.